# Буринська міська рада
Бури́нська міська́ ра́да — орган місцевого самоврядування в Конотопському районі Сумської області. Адміністративний центр — місто Буринь.

## Загальні відомості
- Населення ради: 11 607 осіб (станом на 2001 рік)

## Населені пункти
Міській раді підпорядковані населені пункти:
- м. Буринь

## Склад ради
Рада складається з 27 депутатів та голови.
- Голова міської ради: Ладуха Віктор Борисович
- Кількість мандатів: 27

### Керівний склад попередніх скликань
| Прізвище, ім'я, по батькові | Основні відомості                                               | Дата обрання | Дата звільнення |
| --------------------------- | --------------------------------------------------------------- | ------------ | --------------- |
| Ворона Анатолій Михайлович  | Міський голова, 1950 року народження                            | 26.03.2006   | 14.05.2010      |
| Жук Петро Іванович          | Міський голова, 1956 року народження, освіта вища, безпартійний | 31.10.2010   | 2020            |

Примітка: таблиця складена за даними сайту Верховної Ради України

### Депутати
За результатами місцевих виборів 2010 року:
- Кількість мандатів: 30
- Кількість мандатів, отриманих за результатами виборів: 28
- Кількість мандатів, що залишаються вакантними: 2

#### За суб'єктами висування
| Суб'єкт висування                                       | Кількість обраних депутатів | %    |
| ------------------------------------------------------- | --------------------------- | ---- |
| Партія регіонів                                         | 13                          | 46,4 |
| Політична партія Всеукраїнське об'єднання «Батьківщина» | 8                           | 28,6 |
| Єдиний Центр                                            | 4                           | 14,3 |
| Політична партія «Фронт Змін»                           | 2                           | 7,1  |
| Політична партія Народний Рух України                   | 1                           | 3,6  |

#### За округами
| № округу                                                | Прізвище, ім'я, по батькові       | Дата визнання обраним | Освіта  | Партійна приналежність                        | Відомості про обраного депутата                              |
| ------------------------------------------------------- | --------------------------------- | --------------------- | ------- | --------------------------------------------- | ------------------------------------------------------------ |
| Єдиний Центр                                            |                                   |                       |         |                                               |                                                              |
| б/м                                                     | Місеврін Павло Володимирович      | 04.11.2010            | вища    | член Єдиного Центру                           | Буринська нафтобаза, директор                                |
| б/м                                                     | Струков Олександр Миколайович     | 04.11.2010            | вища    | член Єдиного Центру                           | Буринський хлібокомбінат, директор                           |
| 9                                                       | Борсай Ірина Іванівна             | 04.11.2010            | вища    | член Єдиного Центру                           | загальноосвітня школа № 2, вчитель                           |
| 13                                                      | Приходько Ігор Олександрович      | 04.11.2010            | вища    | член Єдиного Центру                           | начальник, державна екологічна інспекція                     |
| Партія регіонів                                         |                                   |                       |         |                                               |                                                              |
| б/м                                                     | Аніщенко Микола Михайлович        | 04.11.2010            | вища    | позапартійний                                 | приватний підприємець                                        |
| б/м                                                     | Бризюк Надія Володимирівна        | 04.11.2010            | вища    | позапартійна                                  | Буринська СЕС, помічник головного сан.лікаря                 |
| б/м                                                     | Іваненко Оксана Анатоліївна       | 04.11.2010            | вища    | позапартійна                                  | Буринська районна рада, консультант                          |
| б/м                                                     | Шинкарьова Олександра Кузьмівна   | 04.11.2010            | вища    | член Партії регіонів                          | Відділ Держкомзему у Буринському районі, головний спеціаліст |
| б/м                                                     | Гайдукова Світлана Кузьмівна      | 04.11.2010            | вища    | член Партії регіонів                          | Відділ освіти РДА, методист по кадрам                        |
| б/м                                                     | Дериземля В'ячеслав Володимирович | 04.11.2010            | вища    | член Партії регіонів                          | ТОВ «Путивльський хлібзавод», директор                       |
| 2                                                       | Бабич Микола Михайлович           | 04.11.2010            | середня | член Партії регіонів                          | приватний підприємець                                        |
| 3                                                       | Мельник Віктор Олександрович      | 04.11.2010            | вища    | позапартійний                                 | приватний підприємець                                        |
| 6                                                       | Герасименко Віктор Іванович       | 04.11.2010            | вища    | член Партії регіонів                          | Держкомзем у Буринському р-ні, начальник                     |
| 8                                                       | Сидорук Зоя Олексіївна            | 04.11.2010            | вища    | позапартійна                                  | ЦРЛ, головний лікар                                          |
| 10                                                      | Ходенко Любов Валентинівна        | 04.11.2010            | вища    | член Партії регіонів                          | РДА, начальник від.містобудування ЖКГ                        |
| 11                                                      | Шевченко Антоніна Леонідівна      | 04.11.2010            | вища    | член Партії регіонів                          | РДА, начальник відділу УПСЗН                                 |
| 14                                                      | Нечвєєв Микола Миколайович        | 04.11.2010            | вища    | член Партії регіонів                          | Головний інженер, кП"Буринь-Аква"                            |
| Політична партія Всеукраїнське об'єднання «Батьківщина» |                                   |                       |         |                                               |                                                              |
| б/м                                                     | Бойко Василь Михайлович           | 04.11.2010            | вища    | член Всеукраїнського об'єднання «Батьківщина» | Буринська міська рада, заступник голови                      |
| б/м                                                     | Марченко Григорій Федорович       | 04.11.2010            | вища    | член Всеукраїнського об'єднання «Батьківщина» | пенсіонер                                                    |
| б/м                                                     | Даценко Віктор Андрійович         | 04.11.2010            | вища    | член Всеукраїнського об'єднання «Батьківщина» | тимчасово не працює                                          |
| б/м                                                     | Куліков Леонід Семенович          | 04.11.2010            | вища    | член Всеукраїнського об'єднання «Батьківщина» | приватний підприємець                                        |
| б/м                                                     | Антоненко Віталій Єгорович        | 04.11.2010            | вища    | член Всеукраїнського об'єднання «Батьківщина» | Комунальне підприємство"Буринь-Аква", майстер                |
| 4                                                       | Коник Володимир Миколайович       | 04.11.2010            | вища    | член Всеукраїнського об'єднання «Батьківщина» | приватний підприємець                                        |
| 7                                                       | Требухов Іван Федорович           | 04.11.2010            | вища    | член Всеукраїнського об'єднання «Батьківщина» | Дошкільний заклад № 2, електрик                              |
| 15                                                      | Пазуха Володимир Анатолійович     | 04.11.2010            | вища    | член Всеукраїнського об'єднання «Батьківщина» | електрик, кП «Буринь-Теплосервіс»                            |
| Політична партія Народний Рух України                   |                                   |                       |         |                                               |                                                              |
| 5                                                       | Баранов Валерій Миколайович       | 04.11.2010            | вища    | член Народного Руху України                   | тимчасово не працює                                          |
| Політична партія «Фронт Змін»                           |                                   |                       |         |                                               |                                                              |
| б/м                                                     | Линник Людмила Іванівна           | 04.11.2010            | вища    | член Політичної партії «Фронт Змін»           | пенсіонер                                                    |
| б/м                                                     | Кущ Микола Петрович               | 04.11.2010            | вища    | член Політичної партії «Фронт Змін»           | приватний підприємець                                        |